# 馮士驊
馮士驊（？—1642年），字仲先，號大蘧，南直隶苏州府吴县人，明末清初官员。

## 生平
崇祯十二年（1639年）己卯科顺天乡试舉人，十三年（1640年）庚辰科進士，通政司观政，未仕，十五年秋，卒于山东临清。

## 家族
祖父冯符，嘉靖三十五年丙辰進士，任江西抚州府知府；父冯康，按察司经历。